# 斗山集团
斗山集团（韓語：두산그룹）是一家韩国集团公司，总部位于首尔，财富世界500强之一。
20世纪90年代为止，在技术材料业务、情报流通业务、生活文化业务等多种领域业务运营的斗山，自从在2001年收购韩国重工业、2003年收购高丽产业开发、2005年收购大宇综合机械后，成功改变作为全球ISB（基础设施支援产业）企业的资产组合，扩大着在世界市场中的占有率。
斗山集团的历史可以追溯到1896年8月1日斗山创始人朴承稷成立的“朴承稷商店”，距今已有120余年的历史，是唯一至今仍在经营的朝鲜王朝末期出现的近代企业，也是韩国最早实现三代继承的家族企业:311。1995年，斗山集团被韩国金氏紀錄協會认证为韩国最古老企业:303。

## 历史
斗山集团的前身是1896年成立的“朴承稷商店”，是首尔当时现代化的商店。 1946年，成立“斗山商会”。1950年以来，斗山商会开始进入贸易行业、建设等诸多行业，并逐渐发展成为集团公司。1980年以后开始向海外发展。2007年以来，成为财富世界500强之一。
- 1896年 朴斗秉的父亲朴承稷开设朴承稷商店(开化期)
- 1915年 制造朴家粉
- 1951年 成立斗山商会(现(株)斗山Glonet)
- 1952年 成立东洋啤酒（英语：Oriental Brewery）
- 1953年 成立斗山产业
- 1960年 成立东山土建(现斗山建设)
- 1966年 成立汉阳食品
- 1967年 润韩工业社
- 1969年 成立韩国瓶玻璃
- 1974年 成立韩国OAK工业(现(株)斗山电子BG)
- 1974年 成立斗山开发
- 1975年 成立东洋农产(现斗塔)
- 1978年 从OB集团更名为斗山集团
- 1978年 成立财团法人莲岗学术财团(现莲岗财团)
- 1979年 成立Oricom广告
- 1979年 成立斗山制罐
- 1979年 斗山产业出口突破1亿美元
- 1980年 成立OB Seagram
- 1982年 成立OB Bears(现斗山Bears)
- 1983年 总部迁至中区乙支路斗山大厦
- 1985年 收购白花酿造
- 1987年 成立斗山企业(现Doosan Cuvex)
- 1988年 收购Duksoo综合开发
- 1990年 春川乡村俱乐部(现Ladena GC)开张
- 1991年 成立斗山综合技术院
- 1992年 制定∙宣布新经营理念及员工精神
- 1993年 莲岗礼堂(现斗山艺术中心)开馆
- 1993年 收购镜月
- 1994年 推行年薪制
- 1994年 成立(株)斗山情报通讯BU(现(株)斗山情报通讯BU)
- 1995年 被韩国吉尼斯协会评为韩国最古老公司
- 1995年 实施背包徒步欧洲游
- 1996年 入选环保企业最多
- 1996年 斗山创业100周年(新开化期)，宣布斗山新CI
- 1998年 成立(株)斗山
- 1998年 都塔竣工
- 2000年 成立Neoplux
- 2001年 收购韩国重工业(现斗山重工业)
- 2003年 收购高丽产业开发(现斗山建设)
- 2005年 创办DLI
- 2005年 收购大宇综合机械(现斗山Infracore)
- 2005年 收购美国AES美洲地区水处理业务(现斗山水电技术)
- 2006年 收购英国Mitsui Babcock(现斗山巴布科克能源)
- 2006年 收购罗马尼亚IMGB(现斗山IMGB)
- 2007年 15项产品入选世界一流产品
- 2007年 收购美国Ingersoll Land公司Bobcat等3个事业部门
- 2007年 收购美国CTI，中国烟台裕华机械
- 2008年 收购Dong Myung Mottrol(现斗山Mottrol)
- 2008年 收购学校法人中央大学
- 2008年 收购德国物流设备专门企业ATL
- 2009年 ((株)斗山)成功转型为事业型控股公司
- 2009年 收购捷克斯柯达公司的发电设备企业斯柯达动力公司
- 2010年 成立斗山电力系统
- 2011年 19项产品入选世界一流产品
- 2011年 在中国苏州竣工小型挖掘机工厂
- 2012年 传播斗山独有的企业理念和经营方式“斗山Way”
- 2012年 (株)斗山Mottrol中国江阴工厂，(株)斗山电子BG常熟工厂竣工
- 2012年 收购英国水处理公司ENPURE
- 2014年 成立(株)斗山Fuel cell
- 2014年 (株)斗山，收购卢森堡Circuit Foil
- 2015年 收购英国叉车经销ㆍ租赁企业RUSHLIFT
- 2015年 Oricom广告，从韩华集团收购HANCOMM
- 2016年 斗山重工业，收购“1Energy Systems”（现Doosan GridTech）
- 2016年 Doosan Bobcat，在韩国有价证券市场上市
- 2017年 斗山重工业，收购5.5MW级海上风力技术
- 2017年 （株）斗山Fuel Cell，韩国规模最大的燃料电池工厂竣工
- 2017年 斗山山猫，开始在中国生产小型工程机械“Earthforce”
- 2017年 斗山重工业，收购美国燃气涡轮机服务企业ACT公司(现Doosan Turbomachinery Services)
- 2017年 Doosan Infracore，与中国农业机械第一企业雷沃设立合作法人
- 2017年 斗山机器人科技进军协作机器人产业，开始量产4款机型
- 2018年 斗山山猫，在印度开设挖掘装载机工厂
- 2018年 进军无人机用燃料电池领域
- 2018年 斗山机器人科技进军中国协作机器人市场
- 2019年 设立Doosan Logistics Solutions
- 2019年 发电用大型燃气涡轮机韩国产化“就在眼前”……成为全球第五个独家型号持有国
- 2019年 推出“无人机用氢燃料电池包”
- 2019年 设立斗山Fuel Cell、斗山索如始
- 2019年 Doosan Infracore，演示无人•自动化建设现场
- 2019年 正式进军农业机械、造景设备市场
- 2019年 进军美国小型模块化反应堆业务的动作日益明朗

## 旗下公司和附属机构
以下分类是根据斗山集团网站里明示的分类。
- 控股公司
  - (株)斗山电子
  - (株)斗山Fuel Cell Power
  - (株)斗山数字化创新
  - (株)斗山流通
- 旗下公司
  - Doosan Enerbility
  - Doosan Bobcat
  - 斗山产业车辆
  - Doosan Fuel Cell
  - 斗山化工机械
  - 斗山机器人
  - 斗山创新
  - Doosan Logistics Solutions
  - Oricom广告
  - Hancomm
  - Doosan Cuvex
  - 斗山Bears
  - 斗山杂志
  - 斗山莲岗财团
  - 斗山艺术中心
  - DBRI(Doosan Business Research Institute)

## 社会贡献活动
斗山通过莲岗财团进行多种奖学事业及学术研究支援业务的同时，开展着作为中央大学财团的活动和各旗下公司的个别的地区连接社会贡献活动。2009年3月还明示了以后斗山集团要走向的4大主要经营方向之一的“加强社会贡献活动”。2014年开始，持续进行着在全世界企业同时开展社会贡献活动的“Doosan Day of Community Service(斗山志愿者服务日)”。
- 支援大学运营(运营中央大学财团)，运营斗山艺术中心，赠送爱之茶运动
- 支援学术研究：莲岗环境学术研究费，授予莲岗学术奖，长期支援学术研究费等
- 教育福利事业：低收入层托管学校支援，英语优等生托管学校支援
- 教师海外学术考察业务：历史/社会/科学教师海外学术考察
- 奖学制度：莲岗奖学金，斗山儿童家族奖学金，特别奖学金，中国学研究员奖学金，海外大学韩国语系奖学金，斗山体育新苗奖学金
- 发送图书运动：儿童医院学校定制型图书支援，岛屿/偏僻地区小学定制型图书支援，海外同胞发送图书

## 参看
- 斗山熊
- 斗山世界大百科